# Zeno Vancea
Zeno Octavian Vancea (* 8. Oktober 1900 in Bocșa; † 15. Januar 1990 in Bukarest) war ein rumänischer Komponist und Musikwissenschaftler.

## Leben
Vancea hatte in Lugoj Unterricht bei Ion Vidu und Josef Willer. Er studierte in Cluj bei Gheorghe Dima und Augustin Bena und von 1921 bis 1926 und 1931–32 am Neuen Wiener Konservatorium, wo er die Musik der Zweiten Wiener Schule (Arnold Schönberg, Alban Berg, Anton Webern) kennenlernte.
Bis 1945 war er Musikprofessor am Konservatorium Timișoara; danach Leiter des Städtischen Konservatoriums von Târgu Mureș. Von 1952 bis
1968 war er Professor am damaligen Konservatorium Ciprian Porumbescu in Bukarest und gleichzeitig Chefredakteur der Musikzeitschrift Revistei Muzica. Von 1949 bis 1953 war er Sekretär, danach bis 1977 Vizepräsident des rumänischen Komponistenverbandes.
Neben einer Ballettpantomime komponierte er u. a. zwei Sinfonietten, eine Orchestersuite, eine sinfonische Ode, ein sinfonisches Triptychon, fünf Stücke für Streichorchester, fünf Streichquartette, einen Psalm, ein Requiem, zwei byzantinische Messen, eine Kantate, Banater Bilder für Chor und Lieder. Außerdem verfasste er mehrere Werke zur rumänischen Musikgeschichte.

## Werke
- Rapsodiile bănățene nr. 1, 1926
- Psalmul 127, 1927
- Rapsodiile bănățene nr. 2, 1928
- Liturghia für gemischten Chor nach Melodien aus dem Banat, 1928
- Două dansuri populare für Orchester, 1931
- Priculiciul, Ballett-Pantomime in einem Akt, 1931
- Liturghia nr. 2 nach Melodien aus Siebenbürgen, 1938
- Peambul. Intermezzo, Marș, Triptychon, 1958
- Musik zum Film Viața nu iartă, 1958
- Rapsodia militară für Blechbläser, 1958
- Cinci piese für Streichorchester, 1964
- Sinfonietta nr. 2, 1967
- Prolog simfonic, 1974
- Sonata für Orgel und Streichorchester, 1976

## Schriften
- Muzica bisericească corală la români (Rumänische sakrale Chormusik), 1944
- Istoria muzicii universale şi românești (Universelle und rumänische Musikgeschichte), 1938
- George Enescu, 1964
- Studii și eseuri (Studien und Essays), 1953–64
- Creația muzicală românească în secolele XIX-XX (Rumänisches musikalisches Schaffen im 19. und 20. Jahrhundert), 2 Bände, 1968, 1979